# Isometrisches Training
Beim isometrischen Training handelt es sich um eine besondere Form des Krafttrainings durch isometrische Kontraktion, wobei Muskeln angespannt werden, aber nicht ihre Länge ändern. Isometrisch aus iso (=gleich) und metrisch (=das Maß betreffend) bedeutet wörtlich „gleichen Maßes“  und bedeutet hier „gleich lang“, „von unveränderter Länge“. Anders als beim dynamischen (auxotonischen) Training wird dabei der Muskel nicht bewegt, sondern ein Druck oder Zug, etwa gegen eine Wand, einen Türstock oder mit einem Seil oder Handtuch aufgebaut und für mehrere Sekunden gehalten. (Siehe auch: Muskelkontraktionsarten.) Regelmäßig betrieben, erhöht isometrisches Training die Muskelkraft mit sehr geringem Zeitaufwand. Beispiele für isometrisches Training sind Armdrücken, Wandsitzen, Handstand und Unterarmstütz.

## Nachteile
Isometrisches Training führt zu einer verminderten Blutzufuhr während der Haltearbeit. Der Spannungszustand in der Muskulatur bleibt jedoch gleich. Für den Stoffwechsel in dem lokalen Areal bedeutet das, dass sich Stoffwechselabbauprodukte (beispielsweise Laktat) in erhöhtem Maße anhäufen und schlecht abtransportiert werden. Der Muskel übersäuert und verhärtet. Sogenannte Myogelosen können entstehen und der Stoffwechsel in diesem Muskelbereich geht gegen Null.

## Vorteile
Bei leichtem Bluthochdruck, für Menschen mit Adipositas, bei denen das Risiko für steigenden Bluthochdruck immanent ist, sollen laut einer Studie prophylaktische Körperübungen in Form des isometrischen Trainings helfen. Zum Beispiel mit Handgriff-Übungen (wiederholtes Zusammendrücken eines Tennisballes für 15 Sekunden), das In-die-Hocke-gehen an der Wand oder mit dem Handstand.
In einer Metastudie vom British Journal of Sports Medicine, von 2023, bei der 270 klinische Studien mit insgesamt mehr als 16.000 Probanden ausgewertet wurden, ergab Isometrisches Training die stärkste Blutdrucksenkende Wirkung im Vergleich zu den anderen untersuchten Trainingsmethoden.

## Berufe mit isometrischer Belastung
Jede Büroarbeit stellt eine isometrische Belastung dar: Stundenlanges starres Aufrechtsitzen ist beim Menschen physiologisch ‚nicht vorgesehen‘. Zwar wird der Rückenstrecker (erector spinae) durch Bänder unterstützt, jedoch ist das nur eine Entlastung für die Wirbelsäule und nicht für das Schulterareal. Die primär arbeitenden Muskeln, wie Musculus trapezius, Mm. Rhomboidei, Musculus levator scapulae und dergleichen, gelangen schnell an ihre Grenzen. Erst wenn die Muskulatur in ihrer Länge wieder verändert wird – aktiv durch Bewegung, Dehnungen, passiv durch therapeutisches Arbeiten – kann sie wieder vollständig ernährt werden.